# Landò (Malonno)
Landò è una frazione del comune di Malonno, in media Val Camonica, in provincia di Brescia.

## Geografia fisica

### Territorio
Landò frazione di Malonno e posta sopra l'antica località "Cap de Landò" (Campi di Landò).
A m.1830 è anche localizzata una "Malga de Landò" (Malga di Landò).

## Monumenti e luoghi d'interesse

### Architetture religiose
Le chiese di Landò sono:
- Chiesa di S. Rocco, del XVII secolo.

## Società

### Tradizioni e folclore
Gli scütüm sono nei dialetti camuni dei soprannomi o nomiglioli, a volte personali, altre indicanti tratti caratteristici di una comunità. Quello che contraddistingue gli abitanti di Landò è Bàrec.